# Кирин
Кирин је насељено мјесто у општини Гвозд на Кордуну, Република Хрватска.

## Историја
У месту је 1827. године била православна парохија са свештенством: парох поп Гаврил Мириловић намесник и поп Марко Лапчевић капелан.
У Другом свјетском рату Кирин је дао око 260 бораца НОВЈ, од којих су 33 били носиоци „Партизанске споменице 1941.", а 80 становника је погинуло као припадници НОБ-а. 111 становника су убиле усташе, 10 је умрло од тифуса, а 25 су жртве рата. „Партизански војни суд“ је два лица осудио на смрт због пљачке имовине, а двојицу због убиства. Овде је почетком августа 1941. формирана краткотрајна Киринска република. У усташкој офанзиви децембар 1941 – јануар 1942. село је од стране усташа запаљено, а имовина мјештана опљачкана.
Погинули мјештани су били презимена: Бјелић, Булат, Драгојевић, Халавања, Јузбаша, Карталија, Катић, Кирета, Комазец, Манојловић, Новаковић, Опачић, Павловић, Радовић, Рокнић, Станковић, Шашић, Зинаја и Жутић — сви Срби.
У срезу Вргин Мост порушене су цркве у Чемерници, Топуском, Стипану, Кирину, Бовићу, Славским Пољима, Пјешчаници, Перни и Блатуши.
Кирин се од распада Југославије до августа 1995. године налазио у Републици Српској Крајини.

## Становништво
На попису становништва 2011. године, Кирин је имао 52 становника.
Према попису становништва из 2001. године Кирин има 56 становника. Многи становници српске националности напустили су село током операције Олуја 1995. године.
Кирин је био посјед загребачког бискупа и према једном документу из 1687. Кирин је већ тада био насељен.

### Попис 1991.
На попису становништва 1991. године, насељено место Кирин је имало 320 становника, следећег националног састава:
| Попис 1991.‍ | Попис 1991.‍ | Попис 1991.‍ | Попис 1991.‍ | Попис 1991.‍ |
| ----------- | ----------- | ----------- | ----------- | ----------- |
|             |             |             |             |             |
| Срби        | Срби        |             | 316         | 98,75%      |
| Хрвати      | Хрвати      |             | 1           | 0,31%       |
| непознато   | непознато   |             | 3           | 0,93%       |
| укупно: 320 |             |             |             |             |

### Аустроугарскипопис 1910.
На попису 1910. године насеље Кирин је имало 1.116 становника, следећег националног састава:
- укупно: 1.116
- Срби — 1.101 (98,65%)
- Хрвати — 14 (1,25%)
- Немци — 1 (0,08%)

## Познати становници
- Миле Новаковић